# Atriplex jubata
Atriplex jubata là loài thực vật có hoa thuộc họ Dền. Loài này được S.Moore mô tả khoa học đầu tiên năm 1921.